# لو يو
لو يو (بالصينية المبسطة: 骆羽)‏ هي لاعبة كرة الريشة صينية، ولدت في 11 يناير 1991 في شاندونغ في الصين.

## وصلات خارجية
- لو يو على موقع BWF.tournamentsoftware.com (الإنجليزية)
- لو يو على موقع BWFbadminton.com (الإنجليزية)
- لو يو على موقع أوليمبيديا (الإنجليزية)
- لو يو على موقع اللجنة الأولمبية الصينية (الإنجليزية)